# سارگیس جبجیان
سارگیس جبجیان (ارمنی: Սարգիս Ճեբեշի Ճէպէճեան؛ زاده ۱۸۶۴ – درگذشته ۱۹۲۰) رهبر نظامی اهل ارمنی که فرماندهی قوامی تدافعی از هاجین را برعهده داشت.

## زندگی‌نامه
در ۱۸۶۴ در قیصریه به دنیا آمد. در سال ۱۹۱۸ وی به جوخه داوطلبان آندرانیک ملحق شد. در ابتدای ۱۹۱۹ به کنستانتینوپل نقل مکان نمود. در مارس ۱۹۲۰ قوای کمالی هاجین را محاصره کردند. در یک نبرد نابرابر جبجیان به شدن زخمی شد و برای اجتناب از به اسارت درآمدن با آخرین گلوله خود اقدام به خودکشی نمود.